# شيم أون جين
شيم أون جين ((بالكورية: 심은진)‏; ولدت في 6 فبراير  1981) هي ممثلة ومغنية كورية جنوبية. وعضوة سابقة في فرقة الفتيات المشهورة في التسعينيات بيبي فوكس.

## وصلات خارجية
- شيم أون جين على موقع IMDb (الإنجليزية)
- شيم أون جين على موقع ميوزك برينز (الإنجليزية)
- شيم أون جين على موقع قاعدة بيانات الفيلم (الإنجليزية)